# Frank Jauch

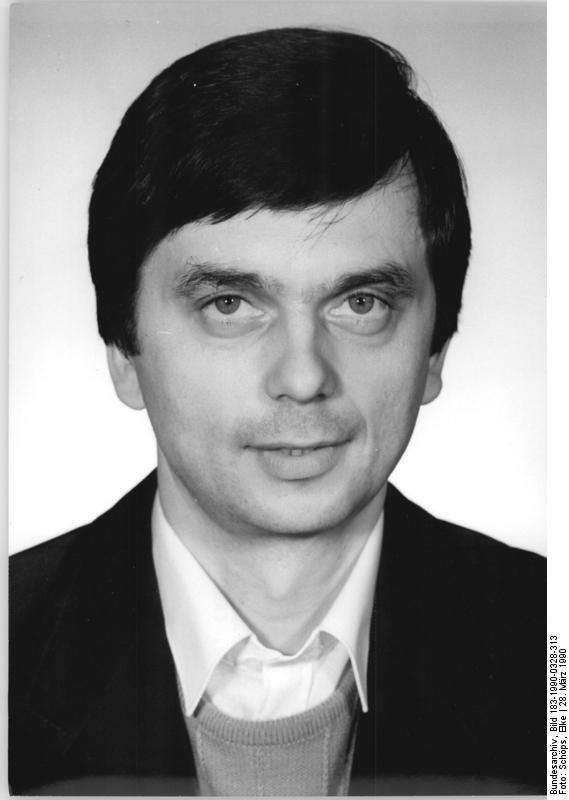
Frank Jauch (1990)

Frank Jauch (* 3. Dezember 1951 in Jena) ist ein ehemaliger deutscher Politiker (SPD). 1990 gehörte er der letzten Volkskammer der DDR an.

## Leben und Beruf
Jauch besuchte die Erweiterte Oberschule, die er mit dem Abitur abschloss. Danach absolvierte er zunächst eine Lehre zum Physiklaboranten und danach ein Studium der Physik in Jena, das er als Diplom-Physiker abschloss. Daraufhin war er zunächst bei Zeiss in Jena in der Geräteetwicklung und der Justierung und Erprobung astronomischer Großgeräte tätig, später wechselte er ins Forschungszentrum für Bodenfruchtbarkeit der Akademie der Landwirtschaftswissenschaften in Jena, wo er bis 1990 Software für die Landwirtschaft entwickelte. In dieser Zeit schrieb er seine Doktorarbeit.
Nach der Wiedervereinigung wechselte er in die Verwaltung: 1991 wurde er Referatsleiter im Thüringer Wirtschaftsministerium. In dieser Zeit gehörte er zeitweise dem Bundesvorstand der Gewerkschaft ÖTV an. Im Jahr 2000 wechselte er in die Jenaer Stadtverwaltung und wurde dort Dezernent für Finanzen, Ordnung, Sicherheit und Bürgerservice. Diesen Posten hatte er bis 2018 inne, dann trat er in den Ruhestand.
Jauch ist verheiratet und Vater von zwei Kindern.

## Politik
Nachdem er bis dahin parteilos war, trat Jauch 1989 zunächst dem Neuen Forum bei, später wechselte er in die SDP, die kurz darauf in der SPD aufging. Bei der Volkskammerwahl 1990 zog er über den Listenplatz 3 der SPD-Liste im Wahlkreis Gera in die Volkskammer ein, der er bis zu deren Auflösung am 2. Oktober 1990 angehörte. Bei der kurz darauf abgehaltenen Landtagswahl kandidierte er für das Direktmandat, blieb jedoch erfolglos. Später war er beratender Bürger der SPD-Fraktion im Jenaer Stadtrat.